# 新加美站
34°37′37.33″N 135°34′5.93″E / 34.6270361°N 135.5683139°E
新加美站（日语：／ Shin-kami eki */?）位於日本大阪市平野区加美東四丁目，是西日本旅客鐵道（JR西日本）大阪東線的鐵路站，車站編號是JR-F14。
本站位於大阪市内，然而前後的兩站均非於大阪市内，故當初根據JR的旅客營業規則中，並無劃歸「大阪市内」的車站。直到2019年3月16日，大阪東線延伸至新大阪後，高井田中央站至本站悉數編入大阪市內。
大阪東線的中途站均導入了車站色系，其中本站的顔色是黄色。

## 歷史
- 2008年3月15日 - 隨大阪東線放出站 - 久宝寺站間部分路段開業。
- 2018年3月17日 - 導入車站編號。
- 2019年3月16日 - 隨大阪東線延伸至新大阪，編入成為大阪市内站[1]。

## 車站構造

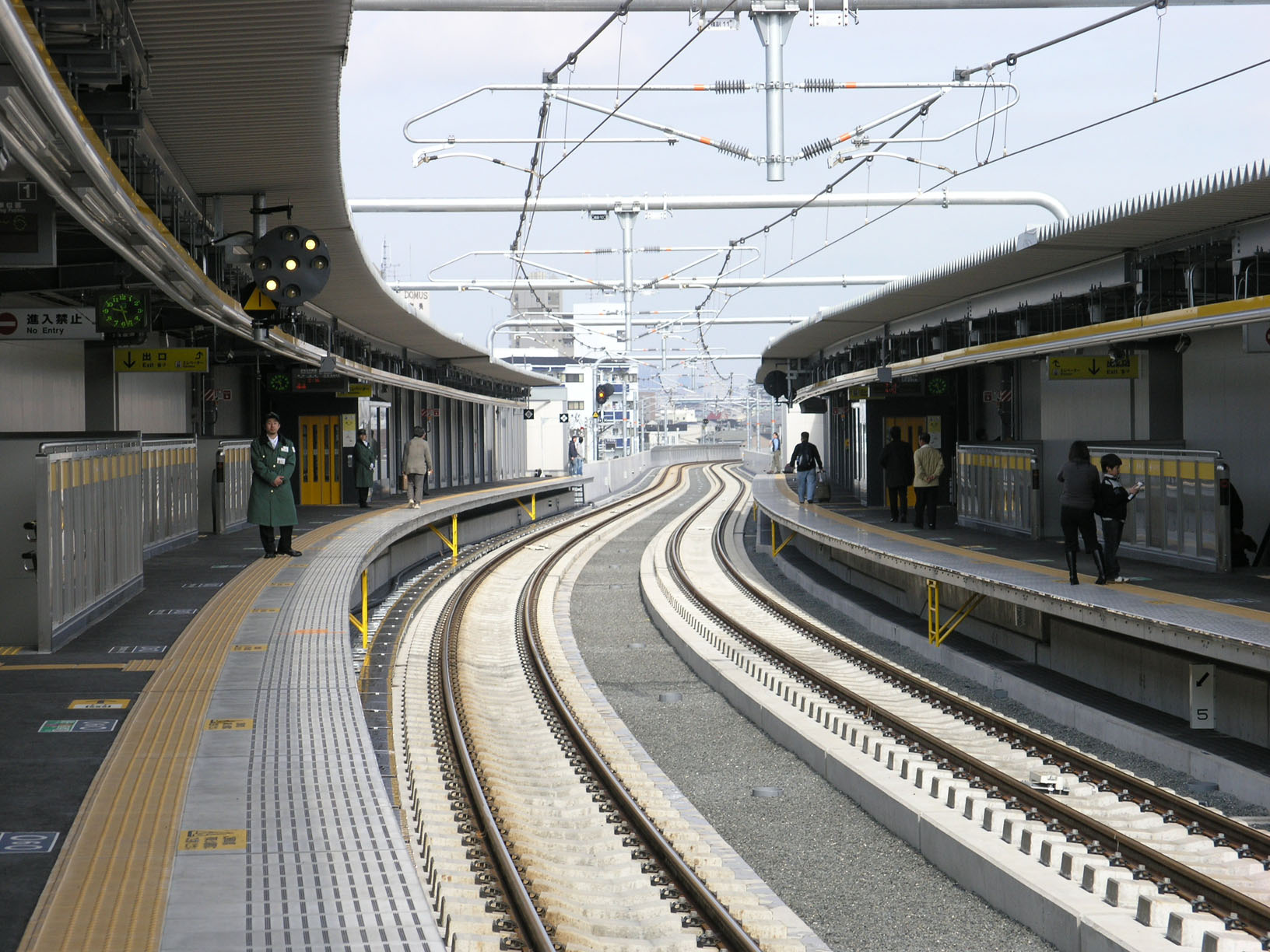
1號月台往放出方向

側式月台，2面2線的高架車站，月台長度可對應8輛編成列車。本站沒有轉轍器或信號機，所以被分類為停留所。月台位處急彎位置，斜面很高，列車停站時會向彎道的內部傾斜。屋頂長度為6輛車。出入閘口位於地面層，設有兩台升降機、和每月台2部共4部扶手電梯連接月台。車站以「歷史和現代的共存」為設計概念。
由八尾站管理，車站業務委托予JR西日本交通服務，一部分時間無人駐守。出入閘機、售票機、精算機附近設有内綫電話，在無人駐守的時間帶可與呼叫中心的操作員聯絡，並由操作員遠程控制各種設備。
本站沒有設置綠窗口，出入閘口的職員窗口亦不售票；改爲設置了綠色售票機。本站鄰近約100米外的加美站有設置綠窗口，綠色售票機不能使用時的場合，也可前往加美站的綠窗口。

### 月台配置
| 月台 | 路線     | 目的地           |
| ---- | -------- | ---------------- |
| 1    | 大阪東線 | 放出、新大阪方向 |
| 2    | 大阪東線 | 久宝寺方向       |

## 使用情況
2018年（平成30年）度1日平均上車人次為2,107人。
開業後1日平均上車人次如下表。
| 年度               | 1日平均 上車人次 | 來源     |
| ------------------ | ---------------- | -------- |
| 2008年（平成20年） | 1,302            | [ * 1 ]  |
| 2009年（平成21年） | 1,515            | [ * 2 ]  |
| 2010年（平成22年） | 1,705            | [ * 3 ]  |
| 2011年（平成23年） | 1,863            | [ * 4 ]  |
| 2012年（平成24年） | 1,937            | [ * 5 ]  |
| 2013年（平成25年） | 1,997            | [ * 6 ]  |
| 2014年（平成26年） | 2,012            | [ * 7 ]  |
| 2015年（平成27年） | 2,102            | [ * 8 ]  |
| 2016年（平成28年） | 2,148            | [ * 9 ]  |
| 2017年（平成29年） | 2,227            | [ * 10 ] |
| 2018年（平成30年） | 2,107            | [ * 11 ] |

## 車站周邊
- 關西本線（大和路線）加美站 - 雖然兩站很接近，距離不足100米，但並不是轉乘站。要換乘大和路線要到下站久宝寺站轉車。

## 其他
- 本站計画時的暫時名称為「加美站」、正式決定時改為「新加美站」。但是，兩站之間並沒有接駁運輸。如果本站列車服務收到長時間延誤時，有關方面資訊會建議乘客迂回地繞路到加美站。

## 相鄰車站
西日本旅客铁道
 大阪東線
■直通快速
通過
■普通
衣摺加美北（JR-F13）－（正覺寺信號場）－新加美（JR-F14）－久宝寺（JR-F15）

### 使用情況
1. ↑  大阪府統計年鑑 （页面存档备份，存于） - 大阪府
2. ↑  大阪市統計書 （页面存档备份，存于） - 大阪市

大阪府統計年鑑
1. ↑  大阪府統計年鑑（平成21年）PDF
2. ↑  大阪府統計年鑑（平成22年）PDF
3. ↑  大阪府統計年鑑（平成23年）PDF
4. ↑  大阪府統計年鑑（平成24年）PDF
5. ↑  大阪府統計年鑑（平成25年）PDF
6. ↑  大阪府統計年鑑（平成26年）PDF
7. ↑  大阪府統計年鑑（平成27年）PDF
8. ↑  大阪府統計年鑑（平成28年）PDF
9. ↑  大阪府統計年鑑（平成29年）PDF
10. ↑  大阪府統計年鑑（平成30年）PDF
11. ↑  大阪府統計年鑑（令和元年）PDF

## 外部連結
- 新加美｜車站資訊：JR出門網 - 西日本旅客鐵道